# 羽仁協子
羽仁 協子（はに きょうこ、1929年11月5日 - 2015年4月5日）は、日本の音楽教育家。
羽仁五郎と羽仁説子の娘、羽仁進の妹として東京府に生まれる。祖父母に当たる羽仁もと子・羽仁吉一夫妻が創設した自由学園で学ぶ。在学中に山本直純や林光らと共に音楽教育を受け、齋藤秀雄指揮教室にて指揮法を学んだ。同門には小澤征爾、久山恵子、秋山和慶らがいる。1949年自由学園高等科卒業。
1953年に渡欧。ウィーン滞在を経て、1958年ライプツィヒ音楽院指揮科卒業。同年よりハンガリーに移り住み、父・五郎を通じてコダーイ・ゾルターンに会う機会を得た。
1959年から1967年までブダペスト大学（正式名はエトヴェシュ・ロラーンド大学、略称：ELTE）で日本語講師を務める。その間にハンガリー語を習得し、後に通訳及び多数の文学を翻訳することとなる。
同年に帰国し、翌1968年コダーイ芸術教育研究所を設立し主催。コダーイ・メソッドを核とする音楽教育の普及に力を尽くすなか、1970年から音楽教育の研修生をハンガリーに送り出す。研究所では日本のわらべうたを採用した教材を作成し、民族音楽学の小泉文夫が協力している。
1973年、オークランドで開催の「第1回国際コダーイシンポジウム」にて「日本のコダーイシステムの実践」を発表する。1975年には国際コダーイ協会が設立され、日本から谷本一之とともに参加。1978年日本コダーイ協会が発足。1980年にはコダーイ芸術教育研究所の実践施設として、松の実保育園を開設する。1989年、日本コダーイ協会の2代目会長となり10年間務め、のち顧問。
2015年4月5日、肺炎のため死去。85歳没。墓所は雑司ヶ谷霊園。

## 著書
- 『子どもと音楽 正しい情操教育のあり方』評論社(家庭文庫)　1968年
- 『新しい家庭教育の創造 母親グループのための育児と遊びの本』雲母書房 1989年
- 『いまなぜわらべうたか 羽仁協子講演集』ハーベスト社 1989年
- 『子どもと音楽』雲母書房 1993年

### 共編著
- 『子どものしあわせとは 音楽の情操教育続』羽仁説子共著 三晃書房 1974年
- 『遠くからきた鏡 異文化と物語心理学』バログ・B.マールトン共著 雲母書房 1996年

## 翻訳
- フォライ・カタリン『ハンガリー子どもの遊びと音楽』明治図書出版 1968年
- シャンドル・フリジェシ『ハンガリーの音楽教育』音楽之友社 1968年
- 『ある芸術家の人間像 バルトークの手紙と記録』冨山房 1970年
- F.テーケイ『アジア的生産様式』未來社 1971年
- フェイェシ『くず鉄墓場』恒文社 1971年
- F.テーケイ『中国の悲歌の誕生 屈原とその時代』風濤社 1972年
- マレーク・ヴェロニカ『おやすみ、アンニパンニ!』風濤社 1973年
- テーケイ・フェレンツ『社会構成体論』宇佐美誠次郎共訳 未來社 1977年
- ナジ・シャーンドル『ハンガリー教授学』明治図書出版 1979年
- K.ケレメン・マリアンヌ『世界の子どもの遊戯集』誠文堂新光社 1984年
- 『世界の子ども詩集』誠文堂新光社 1985年
- トルダ・イロナ『情緒教育』雲母書房（コダーイ保育ブックレット） 1989年
- K.ケレメン・マリアンヌ『世界の子どもの遊戯集』雲母書房 1991年
- セーケイ・ユーリア『バルトーク物語』大熊進子共訳 音楽之友社（音楽選書） 1992年
- セチェイ・ヘルミナ『0〜3歳児の保育・最初の3年間 保母と母親とのよりよいコミュニケーションのために』サライ美奈共訳 明治図書出版 1999年
- セチェイ・ヘルミナ『保育園での美術教育』森本覚共訳 明治図書出版 2003年
- マレーク・ベロニカ『ブルンミのたんじょうび』風濤社 2003年
- マレーク・ベロニカ『ブルンミとアンニパンニ』風濤社 2003年
- ランシュブルグ・エネー『幼児は世界をどうみているか?』川島ジュジャ共訳 明治図書出版 2004年
- マレーク・ベロニカ『ブルンミとななつのふうせん』風濤社 2004年
- マレーク・ベロニカ『ブルンミとゆきだるま』風濤社 2004年
- マレーク・ベロニカ『キップコップとティップトップ』風濤社 2005年
- マレーク・ベロニカ『ゆきのなかのキップコップ』風濤社 2005年
- マレーク・ベロニカ『くさのなかのキップコップ』風濤社 2005
- トルダ・イロナ『母と仲間と人々と情緒教育 心をつなげる子どもに』明治図書出版 2005年
- マレーク・ベロニカ『キップコップのクリスマス』風濤社 2005年
- マレーク・ベロニカ『びょうきのブルンミ』風濤社 2006年
- マレーク・ベロニカ『キップコップのこどもたち』風濤社 2006年
- マレーク・ベロニカ『ブルンミのピクニック』風濤社 2006年
- ランシュブルグ・エネー『私ともう一人のひと 幼児期における人格と人間関係の発達』川島ジュジャ共訳 明治図書出版 2006年
- マレーク・ベロニカ『キップコップと12のつき』風濤社 2007年
- マレーク・ベロニカ『ブルンミのドライブ』風濤社 2008年
- マレーク・ベロニカ『キップコップどこにいるの?』風濤社 2009年